# Bornholm (schip, 1961)
M/S Bornholm (1961) was het negentiende schip van de Dampskibsselskabet paa Bornholm af 1866.

## M/SBornholm
Ze werd gebouwd door scheepsbouwer Burmeister & Wain, Kopenhagen DK (780), opgeleverd in 1961 en in de vaart genomen. De auto's reden via de zijkant van het schip op het autodek. Het had een witte kleur en een zwarte schoorsteen met een rode band. In die rode band was een wit vierkant met een goudkleurige posthoorn aangebracht.
Toen M/S Bornholm te water werd gelaten bedroeg de tonnage 4.075 bruto registerton, 2.391 netto registerton en 900 doodgewicht. Na de verbouwing in 1965 bedroeg de tonnage 4.895 bt, 2.391 nt en 900 dwt.
Ze voer de route tussen Rønne en Kopenhagen. Buiten het seizoen werd het schip ingezet als cruiseschip.
Op 12 augustus 1961 barstte een vulkaan op het eiland Tristan da Cunha uit en de bevolking werd in zijn geheel geëvacueerd naar het Verenigd Koninkrijk. Pas in 1963 konden ze met de Bornholm uit Southampton terugkeren.
Ze werd gecharterd in de periode 5 tot 10 oktober 1964 en voor die periode tot Nyborg IV omgedoopt. In 1965 werd een nieuw dek toegevoegd.

## China
Ze werd in 1978 vervangen door M/S Povl Anker en in 1980 naar China's staatsrederij China Ocean Shipping Company (COSCO) verkocht en omgedoopt naar Min Zhu ((zh)  democratie). Hier werd het schip ingezet als nachtboot tussen Shanghai en Putur Shan.
In 1983 werd ze verkocht aan Zhuo Shan Island Shipping Company in Zhejiang en omgedoopt tot Pu Tou Shan en in 1987 aan Guangdong Province, Hong Kong & Macau Navigation Co.. Ze bleef echter dezelfde dienst varen tot 30 april 2001.
Hierna werd het schip verkocht aan Chang Shun Shipping Demolition Company in Zhang Jiagang waar het werd gesloopt.

## Postzegels
Van de M/S Bornholm zijn op Tristan da Cunha een aantal postzegels vrijgegeven met de afbeelding van het schip.
Skandia · Heimdal · Hjalmar · Thor · Bornholm · Skandia · Ørnen · Heimdal · Frem · Bornholm · Hammershus · Østersøen · Rotna · Ella · Kongedybet · Østersøen · Bornholm · Thorkild Lund · Bornholm · 66-Paketten · Bornholmerpilen · Hammershus · Rotna · Isefjord · Hammershus · Rotna · Povl Anker · Jens Kofod · Julle · Peder Olsen · Gute · Villum Clausen · Dana Hafnia · Clare · King Of Scandinavia · Bora Mari · Rügen · Vilja · Dueodde · Hammerodde · Skania · Leonora Christina